# Elezioni presidenziali in Austria del 1998
Le elezioni presidenziali in Austria del 1998 si tennero il 19 aprile. Esse videro la vittoria del presidente uscente, Thomas Klestil, esponente del Partito Popolare Austriaco e sostenuto anche dal Partito Socialdemocratico d'Austria.

## Risultati
| Thomas Klestil    | Partito Popolare Austriaco | 2 644 034 | 63,42 |  |  |  |  |  |
| Gertraud Knoll    | I Verdi                    | 566 551   | 13,59 |  |  |  |  |  |
| Heide Schmidt     | Forum Liberale             | 464 625   | 11,14 |  |  |  |  |  |
| Richard Lugner    | Indipendente               | 413 066   | 9,91  |  |  |  |  |  |
| Karl Walter Novak | Indipendente               | 81 043    | 1,94  |  |  |  |  |  |
| Totale            | Totale                     | 4 169 319 | 100   |  |  |  |  |  |
|                   |                            |           |       |  |  |  |  |  |
| Voti non validi   | Voti non validi            | 181 953   | 4,18  |  |  |  |  |  |
| Votanti           | Votanti                    | 4 351 272 |       |  |  |  |  |  |